# Якимів Яр
Яки́мів Яр — село в Україні, входить до Старомаяківської сільської громади Березівського району Одеської області. Населення становить 66 осіб.

## Населення
Згідно з переписом УРСР 1989 року чисельність наявного населення села становила 89 осіб, з яких 38 чоловіків та 51 жінка.
За переписом населення України 2001 року в селі мешкало 66 осіб.
До 2024 року село опинилося на межі вимирання. В населеному залишилося лише п'ять житлових будинків, решта — або зруйновані, або стоять порожніми багато років. У селі немає магазину, медичного обслуговування, водопроводу. Автокрамниця не заїжджає в село через нерентабельність.

### Мовний склад
Рідна мова населення за даними перепису 2001 року:
| Мова       | Чисельність, осіб | Доля     |
| ---------- | ----------------- | -------- |
| Українська | 62                | 93,94 %  |
| Російська  | 2                 | 3,03 %   |
| Молдовська | 2                 | 3,03 %   |
| Разом      | 66                | 100,00 % |

## Відомі мешканці

### Народились
- Колесниченко Степан Калинович — радянський військовий льотчик часів Другої світової війни, помічник командира 519-го винищувального авіаційного полку з повітряно-стрілецької служби (283-я винищувальна авіаційна дивізія, 16-а повітряна армія), лейтенант. Герой Радянського Союзу (1943).